# Marc-Philippe Daubresse
Pour les articles homonymes, voir Daubresse.
Marc-Philippe Daubresse, né le 1er août 1953 à Lille (Nord), est un homme politique français. Sénateur du Nord, après avoir été longtemps maire de Lambersart et député de la 4e circonscription du Nord, il a occupé plusieurs fonctions ministérielles, en tant que secrétaire d'État chargé du Logement puis ministre délégué au Logement et à la Ville entre 2004 et 2005, et ministre de la Jeunesse et des Solidarités actives en 2010.

## Biographie
Fils de commissaire de police, Marc-Philippe Daubresse étudie aux lycées lillois Pasteur et Faidherbe. Ingénieur de l'Institut industriel du Nord (École centrale de Lille), diplômé de l'Institut d'administration des entreprises (IAE), licencié en sciences économiques, Marc-Philippe Daubresse entre en politique en 1974, après un passage au « groupement apolitique des étudiants de Faidherbe » à Lille, liste associative qui devance[précision nécessaire] l'UNEF et la FAEF (droite), puis à la présidence de la région Nord-Pas-de-Calais, au Mouvement des Jeunes Giscardiens, où il rencontre Jean-Pierre Raffarin et Dominique Bussereau, avec qui il signe un livre sur la Chine, en 1976 : La Vie en jaune.
En 1977, il intègre le cabinet du ministre des Postes et Télécommunications, Norbert Ségard, avant de devenir responsable régional de l'UDF, puis, plus tard, de l'UMP du Nord, après que les deux tiers des députés UDF, sous la conduite de Philippe Douste-Blazy et Pierre Méhaignerie, ont décidé de rejoindre l'UMP.
Il intègre Bouygues comme ingénieur, puis responsable commercial entre 1980 et 1983, puis est directeur associé du cabinet Bernard Julhiet pour la région Nord jusqu'en 1992. Il épouse Brigitte Astruc-Daubresse, vice-présidente du département du Nord chargée du tourisme, le 1er août 2015 à Bormes-les-Mimosas en présence de l'ancien président de la République, Nicolas Sarkozy.

## Carrière politique
Conseiller régional du Nord-Pas-de-Calais entre 1986 et 1992, il devient maire de Lambersart en 1988 à la suite du décès de Georges Delfosse (CDS). Il est réélu en 1989, 1995, 2001, 2008 et 2014.
En 1992, il est élu pour la première fois député de la quatrième circonscription du Nord, et est constamment réélu depuis. Il occupe les fonctions de vice-président de l'Assemblée nationale de 2002 à 2004, puis de 2007 à 2008.
Il est nommé secrétaire d'État au Logement du troisième gouvernement de Jean-Pierre Raffarin le 30 avril 2004, puis ministre délégué au Logement et à la Ville du 30 octobre 2004 au 31 mai 2005. Il n'est pas maintenu dans le gouvernement Villepin formé en mai 2005. Pendant qu'il exerce ses fonctions ministérielles, c'est Jacques-Yves Wambergue qui est maire de Lambersart.
Marc-Philippe Daubresse se présente à une élection législative partielle provoquée par la démission de son suppléant, à la suite de sa sortie du gouvernement. Le 18 septembre 2005, opposé à son ancien collaborateur Olivier Henno, membre de l'UDF, il est réélu avec 53,2 % des suffrages exprimés au second tour.
Réélu avec 59 % en juin 2007, il est élu vice-président de l'Assemblée nationale, et premier vice-président de Lille Métropole Communauté urbaine (LMCU), chargé de l'aménagement urbain. C'est dans le cadre de cette délégation qu'il est responsable de l'élaboration du Plan local d'urbanisme (PLU) de la Communauté urbaine de Lille. En 1995, il se présente contre Pierre Mauroy à la présidence de LMCU et se fait battre. Il ne se présente pas en 2001 et devient alors premier vice-président de l'établissement, sans cacher ses ambitions de succéder à l'ancien Premier ministre socialiste. Mais lors de l'élection du président de LMCU, le 18 avril 2008, il est battu par Martine Aubry. En 2014, après la lourde défaite des socialistes aux élections municipales, Damien Castelain devient président de Lille Métropole et nomme Marc-Philippe Daubresse vice-président chargé de l'aménagement du territoire (SCOT/PLU).
Au début de l'année 2009, Marc-Philippe Daubresse devient secrétaire général adjoint de l'UMP et parlementaire en mission auprès du Premier ministre chargé du Plan de relance.
Du 5 janvier 2009 au 21 mars 2010, il est président du conseil d'administration de l'Agence nationale de l'habitat.
Après les élections régionales, le 22 mars 2010, Marc-Philippe Daubresse rejoint le gouvernement Fillon en tant que ministre de la Jeunesse et des Solidarités actives et est remplacé à l'Assemblée nationale par son suppléant, Jacques Houssin. Le 6 juillet suivant, il présente un ensemble de mesures visant à accélérer l'extension du revenu de solidarité active (RSA), mis en place en juin 2009.
Fin septembre 2010, il présente la deuxième étape du plan agir pour la jeunesse du gouvernement à la presse nationale. Le 27 octobre suivant, il indique à la commission des Affaires culturelles de l'Assemblée nationale que 10 000 jeunes entreront en service civique en 2010 et 15 000 en 2011.
Non reconduit dans ses fonctions ministérielles lors de la formation du troisième gouvernement de François Fillon en novembre 2010, il retrouve automatiquement son siège de député le mois suivant. Président de la fédération UMP du Nord, il est nommé secrétaire général adjoint du parti par Jean-François Copé, poste confirmé en janvier 2013. Il est entretemps réélu aux élections législatives de 2012.
Le 9 décembre 2014, Nicolas Sarkozy, élu président de l'UMP, le nomme délégué général de l'UMP chargé de la construction et du logement.
Il est candidat sur les listes de Xavier Bertrand, candidat Les Républicains à l'élection régionale de 2015 en Nord-Pas-de-Calais-Picardie. Il est élu conseiller régional mais démissionne rapidement après son élection.
Il soutient Nicolas Sarkozy pour la primaire présidentielle des Républicains de 2016. Dans le cadre de sa campagne, il est nommé avec plusieurs personnalités conseiller politique.
Pour les élections législatives de 2017, Marc-Philippe Daubresse se présente en tant que suppléant du candidat LR Jacques Houssin.
Pour les élections sénatoriale de 2017, Marc-Philippe Daubresse est le tête de liste dans le Nord sur une liste LR et UDI.
Il parraine Laurent Wauquiez pour le congrès des Républicains de 2017, scrutin lors duquel est élu le président du parti.
Pour se conformer à la législation limitant le cumul des mandats en France, il démissionne de son mandat de maire de Lambersart, tout en restant conseiller municipal. Christiane Krieger lui succède suite le 2 décembre 2017. Il devient alors maire honoraire de Lambersart.
En septembre 2018, il est candidat pour la présidence de la fédération Les Républicains du Nord,, mais est largement battu par Sébastien Huyghe.
Marc-Philippe Daubresse est candidat aux élections municipales de 2020. Il présente sa candidature à la mairie lilloise lors d'une conférence de presse en juin 2019. Sa liste arrive en 5e position avec 8,24 % des voix ; elle n'est donc pas qualifiée pour le second tour et n'emporte aucun siège au conseil municipal.
Il soutient Xavier Bertrand pour l'élection présidentielle de 2022. Il est victime d'un grave accident de la route le 22 mai 2022.

### Affaires judiciaires
Soupçonné d'avoir détourné près de 100 000 euros de son indemnité de frais de mandat à des fins personnelles lorsqu'il était député de la 4e circonscription du Nord, il fait l'objet d'une enquête préliminaire ouverte par le parquet national financier et d'une plainte pour détournement de fonds publics lorsqu’il était député, de 2012 à 2017 déposée par l'association anti-corruption Anticor en décembre 2022.  
L’enquête porte notamment sur des virements effectués du compte dédié à son indemnité de frais de mandat vers le compte personnel de l’élu, et sur le paiement du loyer de sa permanence dont l’adresse correspondrait à son domicile personnel. L’enquête est ensuite élargie sur d’éventuels emplois fictifs dans l’entourage du sénateur, qui avait recruté son épouse et son gendre comme assistants parlementaires. Il indique le 4 janvier 2023 : « Je n'ai pas été interrogé, je me tiens à la disposition de la justice. Je suis serein, j'ai un dossier complet et je peux justifier tous mes frais de l'époque ». Son domicile est perquisitionné le 13 avril 2023. 
Dans le cadre d'une enquête sur un marché public de 2017 pour des prestations juridiques, alors qu'il est maire de Lambersart, il est mis en examen, en août 2023, pour prise illégale d'intérêts.

## Synthèse des résultats électoraux

### Élections législatives
| Année | Parti  | Parti | Circonscription | 1er tour | 1er tour | 1er tour | 2d tour | 2d tour | 2d tour | Issue |
| Année | Parti  | Parti | Circonscription | Voix     | %        | Rang     | Voix    | %       | Rang    | Issue |
| ----- | ------ | ----- | --------------- | -------- | -------- | -------- | ------- | ------- | ------- | ----- |
| 1992  |        | UDF   | 4e du Nord      | 14 042   | 46,81    | 1er      | 22 693  | 77,88   | 1er     | Élu   |
| 1993  | 20 086 | UDF   | 4e du Nord      | 47,16    | 1er      | 26 931   | 73,97   | 1er     | Élu     |       |
| 1997  | 15 544 | UDF   | 4e du Nord      | 36,75    | 1er      | 23 351   | 54,03   | 1er     | Élu     |       |
| 2002  |        | UMP   | 4e du Nord      | 21 298   | 50,74    | 1er      |         |         |         | Élu   |
| 2005  | 7 967  | UMP   | 4e du Nord      | 37,37    | 1er      | 9 940    | 53,23   | 1er     | Élu     |       |
| 2007  | 20 145 | UMP   | 4e du Nord      | 46,77    | 1er      | 23 115   | 58,72   | 1er     | Élu     |       |
| 2012  | 22 012 | UMP   | 4e du Nord      | 41,79    | 1er      | 26 623   | 53,31   | 1er     | Élu     |       |

### Élections municipales
Les résultats ci-dessous concernent uniquement les élections où il est tête de liste.
| Année | Parti | Parti     | Commune    | 1er tour | 1er tour | 1er tour | 2e tour | 2e tour | 2e tour | Sièges obtenus | Sièges obtenus |
| Année | Parti | Parti     | Commune    | Voix     | %        | Rang     | Voix    | %       | Rang    | CM             | CC             |
| ----- | ----- | --------- | ---------- | -------- | -------- | -------- | ------- | ------- | ------- | -------------- | -------------- |
| 2014  |       | UMP - UDI | Lambersart | 4 682    | 38,78    | 1er      | 5 610   | 51,70   | 1er     | 27 / 35        | 3 / 4          |
| 2020  |       | LR        | Lille      | 3 274    | 8,24     | 5e       |         |         |         | 0 / 61         | 0 / 33         |

### Élections sénatoriales
Les résultats ci-dessous concernent uniquement les élections où il est tête de liste.
| Année | Partis | Partis | Département | Voix | %     | Rang   | Sièges |
| ----- | ------ | ------ | ----------- | ---- | ----- | ------ | ------ |
| 2017  |        | LR     | Nord        | 679  | 12,18 | 4e     | 2 / 11 |
| 2023  | 472    | LR     | Nord        | 8,28 | 4e    | 1 / 11 |        |

## Détail des mandats et fonctions
- Depuis le 14 mars 1983 : membre du conseil municipal de Lambersart (Nord)
- 14 mars 1983 au 10 février 1988 : adjoint au maire de Lambersart
- 17 mars 1986 au 22 mars 1992 : membre du conseil régional du Nord-Pas-de-Calais
- 11 février 1988 au 19 mars 1989 : maire de Lambersart
- 20 mars 1989 au 18 juin 1995 : maire de Lambersart
- 3 février 1992 au 30 avril 2004 : député de la quatrième circonscription du Nord
- 19 juin 1995 au 18 mars 2001 : maire de Lambersart
- 18 mars 2001 au 16 mars 2008 : maire de Lambersart
- 16 mars 2008 au 30 mars 2014 : maire de Lambersart
- 30 mars 2014 au 24 novembre 2017 : maire de Lambersart
- 1er janvier 2001 au 16 mars 2008 : vice-président de la Communauté urbaine de Lille Métropole
- depuis avril 2014 : vice-président de la MEL Métropole européenne de Lille
- 26 juin 2002 au 30 septembre 2003 et du 1er octobre 2003 au 30 avril 2004 : vice-président de l'Assemblée nationale
- 31 mars au 30 octobre 2004 : secrétaire d'État chargé du Logement auprès du ministre de l'Emploi, du Travail et de la Cohésion sociale
- 30 octobre 2004 au 31 mai 2005 : ministre délégué au Logement et à la Ville auprès du ministre de l'Emploi, du Travail et de la Cohésion sociale
- 19 septembre 2005 au 23 avril 2010 : député de la quatrième circonscription du Nord
- 22 mars au 14 novembre 2010 : ministre de la Jeunesse et des Solidarités actives
- 14 décembre 2010 au 30 juin 2017 : député de la quatrième circonscription du Nord
- 3 février 2013 au 9 décembre 2014 : secrétaire général adjoint de l'UMP
- Depuis le 9 décembre 2014 : délégué général chargé du logement et des territoires puis conseiller politique des Républicains.
- Depuis le 24 septembre 2017 : sénateur du Nord
- Depuis le 8 novembre 2017 : rapporteur au Sénat de la mission de contrôle et de suivi de la mise en oeuvre de la loi renforçant la sécurité intérieure et la lutte contre le terrorisme[22]
- Vice-président de la Métropole européenne de Lille
- Président du SIVOM ALLIANCE NORD OUEST
- Président de l'Agence de développement et d'urbanisme de Lille Métropole

## Publication
- Un quinquennat si tranquille, Paris, Éditions l'Archipel, 2012, 200p.  (ISBN 978-2-8098-0729-5)